# Косик Наталія Михайлівна
Ната́лія Миха́йлівна Ко́сик (нар. с. Чернилява) — український педагог, краєзнавець, громадський діяч. Член Національної спілки майстрів народного мистецтва України. Відмінник освіти України.

## Життєпис
Народилася в селі Чернилява Яворівського району Львівської області. За фахом — учитель географії; нині учитель-методист,  директор загальноосвітньої школи І-ІІІ ступенів імені Юрія Костіва села Старичі Яворівського району.
Включена Міністерством освіти і науки України до Всеукраїнського банку даних незалежних експертів, що дає їй право брати участь в організації, проведенні та підведенні підсумків регіональних та всеукраїнських олімпіад із географії, а також у конкурсі-захисті робіт членів Малої академії наук .
Ініціатор створення (від липня 2008 року — голова) Товариства краєзнавців Яворівщини «Гостинець». Член асоціації екскурсоводів Львівщини.
Автор-укладач видань:
- «Духовні джерела Ліска Чернилявського» (Львів: Логос, 2007)[2]
- «Туристичний путівник Яворівщини»,
- «Скарби Яворівщини».

## Відзнаки
- Ювілейна медаль «20 років незалежності України» (19 серпня 2011) — за значний особистий внесок у соціально-економічний, науково-технічний та культурно-освітній розвиток Української держави, вагомі трудові здобутки та багаторічну сумлінну працю[3]
- Нагрудний знак МОН України «Відмінник освіти»